# Acalypha villosa
Acalypha villosa är en törelväxtart som beskrevs av Nikolaus Joseph von Jacquin. Acalypha villosa ingår i släktet akalyfor, och familjen törelväxter. Inga underarter finns listade i Catalogue of Life.